# Franca Brown
Franca Obianuju Brown (Onitsha, 17 de mayo de 1967) es una actriz y productora cinematográfica nigeriana, ganadora del premio City People Movie Special Recognition Award en los City People Entertainment Awards de 2016.

## Biografía
Luego de completar su educación básica primaria, Brown se trasladó con su familia al Estado de Abia y más tarde al Estado de Kaduna, donde realizó sus estudios universitarios. Logró reconocimiento en su país con su aparición en la serie de televisión Behind the Clouds, hecho que la llevó a registrar apariciones en numerosas obras de teatro y películas como Sunrise (2002), Discord (2004), Leap of Faith (2006) y Plane Crash (2008), entre otras.
En reconocimiento a su trayectoria, en 2016 fue galardonada con el premio City People Movie Special Recognition Award, otorgado en los City People Entertainment Awards, una serie de premios entregados a artistas influyentes del cine y la música de Nigeria y Ghana.

## Filmografía seleccionada

### Cine
- Plane Crash (2008)
- Women At Large (2007)
- Cross Of Agony (2006)
- Deep Bondage (2006)
- Desperate Women (2006)
- Leap Of Faith (2006)
- Serpernt In Paradise (2006)
- Clash Of Destiny (2005)
- Endless Passion (2005)
- My Sister’s Act (2005)
- Discord (2004)
- Mothers-In-Law (2004)
- Sunrise (2002)
- Tears & Sorrows (2002)
- Valentino (2002)
- My Good Will (2001)
- The Price (1999)
- Obstacles (1998)